# بنجامين فرانكلين (جراح)
السير بنجامين فرانكلين (بالإنجليزية: Sir Benjamin Franklin)‏ ـ (1844 ـ 17 فبراير 1917) هو جراح بريطاني، خدم في الخدمات الطبية الهندية.
درَس فرانكلين في كلية لندن الجامعية وفي باريس، ثم التحق بالخدمات الطبية الهندية، حيث عمل في مدينتي لكهنؤ وشيملا. وفي سنة 1894 عُين طبيبًا خاصًا للورد إلجين، حاكم الهند، وظل في هذا المنصب حتى سنة 1899.
عمل فرانكلين طبيبًا خاصًا شرفيًا لكل من الملكة فكتوريا، والملك إدوارد السابع والملك جورج الخامس، وكان مندوب بريطانيا في المؤتمر الصحي الدولي بروما سنة 1907، وفي باريس عامي 1911 و1912. حصل على رتبة الإمبراطورية الهندية سنة 1908.